# Лен Венте
Лендерт Рулоф Јан Лен Венте (хол. Leendert Roelof Jan "Leen" Vente; Ротердам, 14. мај 1911 — 9. новембар 1989) био је холандски фудбалер. За репрезентацију Холандије, одиграо је 21 утакмицу и постигао 19 голова, а играо је и на светским првенствима 1934. и 1938. године.
Током своје клупске каријере, Венте је играо за Фајенорд. Био је један од играча који су учествовали на отварању стадиона Фајенорда 1937. године. Фајенорд је играо са Берсхотом и победио је са 5 : 2. Венте је постигао први гол на стадиону.
Унук његовог брата, Дилан Венте, био је играч Фајенорда.